# Selaginella subisophylla
Selaginella subisophylla är en mosslummerväxtart som beskrevs av Anthony Clive Jermy.
Selaginella subisophylla ingår i släktet mosslumrar och familjen mosslummerväxter. Inga underarter finns listade i Catalogue of Life.